# 마드리드 모던걸
《마드리드 모던걸》(스페인어: Las chicas de cable 라스 치카스 데 카블레[*])은 스페인의 드라마이다.